# Oxyrhachis placita
Oxyrhachis placita är en insektsart som beskrevs av Capener 1962. Oxyrhachis placita ingår i släktet Oxyrhachis och familjen hornstritar. Inga underarter finns listade i Catalogue of Life.